# Erste Präsidentschaft

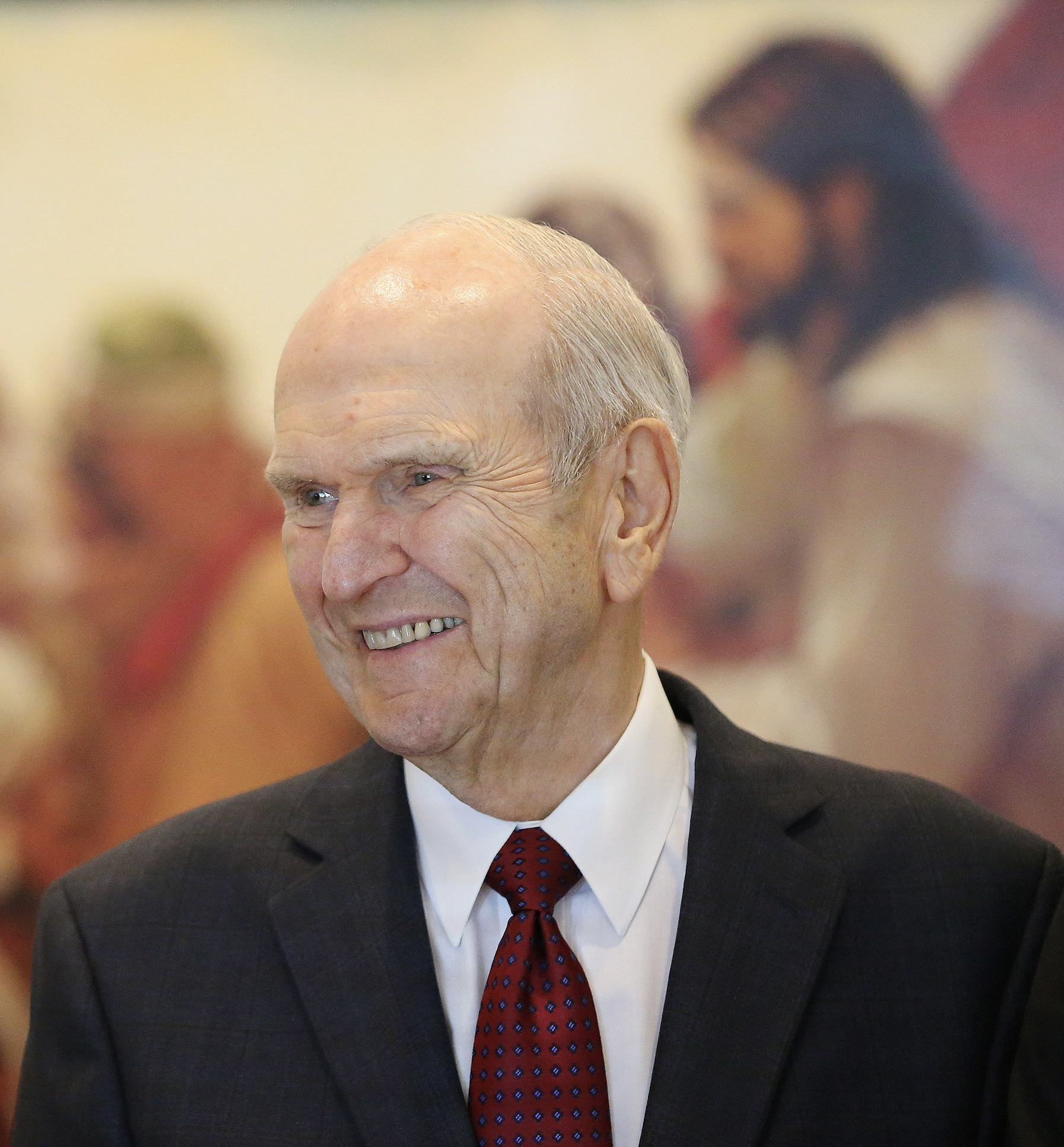
Russell M. Nelson, Präsident der Kirche

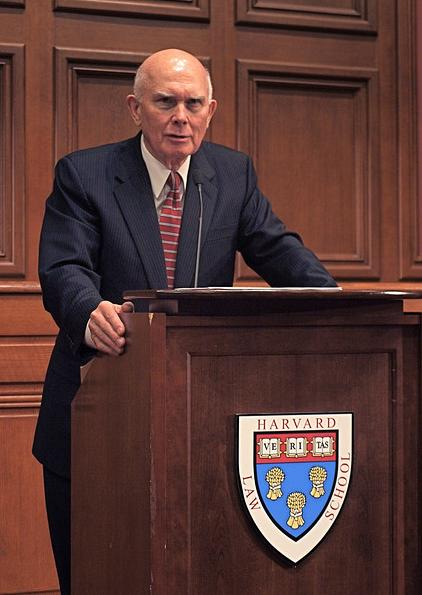
Dallin H. Oaks, Erster Ratgeber

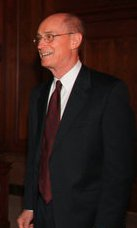
Henry B. Eyring, Zweiter Ratgeber

Die Erste Präsidentschaft oder auch Kollegium der Präsidentschaft der Kirche oder einfach die Präsidentschaft ist das präsidierende oder auch regierende Gremium der Kirche Jesu Christi der Heiligen der Letzten Tage. Sie besteht aus dem Präsidenten der Kirche und seinen zwei Ratgebern. Die Erste Präsidentschaft besteht zurzeit aus Russell M. Nelson und seinen zwei Ratgebern, Dallin H. Oaks und Henry B. Eyring.

## Mitgliedschaft
Die Erste Präsidentschaft besteht aus dem Präsidenten und seinen zwei Ratgebern. Die Umstände erlaubten es aber manchmal, dass es mehr als zwei Ratgeber gibt. Zum Beispiel hatte David O. McKay in den letzten Jahren seiner Präsidentschaft fünf und Brigham Young zu einem Zeitpunkt sogar acht Ratgeber.
Ratgeber müssen das Priestertum besitzen und werden gewöhnlich vom Kollegium der Zwölf Apostel ausgewählt. Es gab aber auch Fälle, in denen Ratgeber aus der Präsidierenden Bischofschaft oder aus der gesamten Kirche ausgewählt wurden. Jeder Priestertumsträger kann als Ratgeber dienen. Ob sie Apostel sind oder nicht, alle Mitglieder der Ersten Präsidentschaft werden als Prophet, Seher und Offenbarer vereidigt.
Ratgeber werden basierend auf der Reihenfolge, in der sie der Präsident ausgesucht hat, formal als „Erster Ratgeber in der Ersten Präsidentschaft“ und „Zweiter Ratgeber in der Ersten Präsidentschaft“ bezeichnet. Weitere Ratgeber wurden anders bezeichnet.
Ratgeber dienen in der Ersten Präsidentschaft bis zu ihrem Tod, bis zum Tod des Präsidenten, der sie ernannt hat oder bis sie vom Präsidenten entlassen werden. Der Tod des Präsidenten löst die Erste Präsidentschaft auf und der Präsident des Kollegium der Zwölf Apostel wird der neue Präsident der Kirche. Der Tod oder die Entlassung eines Ratgebers lösen die Erste Präsidentschaft nicht auf. 
Oft werden die Ratgeber nach dem Tod des Präsidenten von dem neuen Präsidenten übernommen oder gesundheitlich angeschlagene Ratgeber wechseln ins Kollegium der Zwölf Apostel und machen den Ratgeberposten frei für gesündere Nachfolger. Nach dem Tod oder der Entlassung des ersten Ratgebers rückt der zweite Ratgeber auf dessen Platz auf und ein neuer zweiter Ratgeber wird ernannt. Obwohl dies allgemein angewandte Praktiken sind, gibt es keine festen Regeln und der Präsident kann die Ratgeber auswählen, die er haben will.

### Titel von Mitgliedern
Wie der Präsident der Kirche und der Präsident des Kollegium der Zwölf Apostel, werden die Mitglieder auch Präsident genannt.

### Entlassung
Obwohl es keine populäre Bewegung innerhalb der Kirche gibt, die ein Mitglied der Ersten Präsidentschaft entfernen will, können Mitglieder theoretisch entfernt oder anders bestraft werden.

## Pflichten
Die Erste Präsidentschaft ist das höchste Priestertumskollegium in der Kirche. Die Ratgeber helfen dem Präsidenten der Kirche und arbeiten mit ihm, um die ganze Kirche zu leiten. Auch führen sie die Pflichten aus, die der Präsident ihnen vorgibt. Die Erste Präsidentschaft hat die theoretische Autorität, bei allen Themen die die Kirche betreffen, die letzte Entscheidung zu fällen. Ihr Inhaber kontrolliert in der kirchlichen Organisation alles, von den Finanzholdings, die über viele Milliarden Dollar verfügen, bis hin zur Lehre und Politik der Kirche. Praktisch jedoch gibt die Erste Präsidentschaft viel von ihrer Entscheidungsmacht an das Kollegium der Zwölf Apostel, die Präsidierende Bischofschaft und weitere lokale Kirchenführer ab. Trotzdem hat die Erste Präsidentschaft das letzte Wort bei allen Entscheidungen, die die Kirche betreffen und kann Entscheidungen von geringeren Kollegien und Autoritäten in der Kirche überstimmen.
Im Falle eines gebrechlichen Präsidenten können die Ratgeber auch Pflichten erfüllen, die sonst für den Präsidenten vorgesehen sind. Sie können dabei so viele Ratgeber zu Hilfe ziehen, wie sie wollen. Aber der Präsident bleibt die einzige Person die alle Schlüssel des Priestertums besitzt.
Alle Mitglieder der Ersten Präsidentschaft entscheiden auch wie das Geld, das durch den Zehnten eingenommen wird, verteilt wird.

## Tod des Präsidenten
Wenn der Präsident der Kirche verstirbt, geschieht Folgendes:
1. Die Erste Präsidentschaft ist mit dem Tod des Präsidenten automatisch aufgelöst.
2. Die Ratgeber aus der Ersten Präsidentschaft nehmen (sofern sie das Amt eines Apostels tragen) ihren Platz im Kollegium der Zwölf Apostel wieder ein, in der Rangfolge ihres Dienstalters. Dieses wird durch den Zeitpunkt bestimmt, zu dem jemand zum Apostel ordiniert wurde, nicht durch sein Lebensalter.
3. Das Kollegium der Zwölf Apostel, das nun (in der Regel) 14 Mitglieder umfasst, übernimmt unter der Leitung des dienstältesten Apostels die Führung der Kirche.
4. Das Kollegium der Zwölf Apostel kommt unter dem Vorsitz des dienstältesten Apostels zusammen, um zwei Möglichkeiten zu erörtern: Soll die Erste Präsidentschaft jetzt neu gebildet werden? Oder soll die Kirche zunächst weiterhin unter der Leitung des Kollegiums der Zwölf Apostel stehen?
5. Wenn dies besprochen ist, wird ein formeller Antrag gestellt und vom Kollegium der Zwölf Apostel angenommen.
6. Wenn beschlossen wird, eine neue Erste Präsidentschaft zu bilden, wählt das Kollegium der Zwölf Apostel den neuen Präsidenten der Kirche einstimmig. Der neue Präsident wählt (in der Regel) aus dem Kollegium der Zwölf Apostel zwei Ratgeber aus; er kann jedoch jeden Priestertumsträger, der wenigstens das Amt eines Ältesten innehat, auswählen.  Diese drei bilden nun die neue Erste Präsidentschaft. Nachdem in der Sukzessionskrise von 1844 bis 1846 mit Brigham Young der Vorsitzende der Apostel die meisten Mitglieder davon überzeugen konnte, dass er der gottgewollte Nachfolger von Joseph Smith sei, gilt dies als Präzedenzfall für die Nachfolge. Seitdem wurde somit jedes Mal, wenn die Erste Präsidentschaft neu gebildet wurde, der dienstälteste Apostel Präsident der Kirche. Jedoch ist es erst seit dem fünften Präsidenten Lorenzo Snow üblich, dass ein neuer Präsident innerhalb weniger Tage sein Amt antritt. Bis dahin leiteten die Apostel die Kirche jeweils für einige Jahre, bevor eine neue Erste Präsidentschaft berufen wurde.
7. Nach der Neubildung der Ersten Präsidentschaft wird der Apostel, der am zweitlängsten im Dienst ist, als neuer Präsident des Kollegiums der Zwölf Apostel bestätigt. Die einzige Ausnahme tritt ein, wenn der Apostel mit der zweitlängsten Dienstzeit als Ratgeber in die Erste Präsidentschaft berufen wurde. In diesem Fall wird der Apostel, der am drittlängsten im Dienst ist, amtierender Präsident der Zwölf Apostel.
8. Der Präsident des Kollegiums der Zwölf Apostel setzt den neuen Präsidenten der Kirche gemeinsam mit den übrigen Aposteln durch feierliches Händeauflegen ein.